# 多积礼
多积礼（1593年—1648年），清朝将领，董鄂氏，正红旗满洲人，后金开国五大臣何和礼的次子。
多积礼初授牛录额真（佐领），跟随四贝勒攻打乌拉部。天聪年间，擢升为甲喇额真（參領）。攻打明朝锦州，围大凌河，授游击世职。崇德元年（1636年），率军攻打东海瓦尔喀部，俘获壮丁三百馀人，擢升为本旗梅勒额真（都统）。崇德四年（1639年），与镇国公扎喀纳率兵屯驻藩、屏二城之间，士卒偷马逃走，没有追及。论罪，夺世职，籍没，皇太极命给他留下弓矢、甲胄及三匹马，仍然领梅勒额真事。崇德六年（1641年），参与松锦之战，攻打洪承畴，率骑兵沿海追击，斩获颇多。崇德七年（1642年），以年老罢职。顺治五年（1648年），去世。

## 子孙
- 长子：多尔罕
- 次子：喀济海，长史
  - 世祖宁悫妃
  - 讷吉赫，头等护卫
- 三子：萨哈，云骑尉
- 四子：达尔渾
- 五子：希拉塔浑，护军参领
  - 头等护卫普善
    - 江西总督噶礼